# Мандерстрём, Людвиг
Граф Кристоффер Рутгер Людвиг Мандерстрём (швед. Ludvig Manderström; 22 января 1806, Стокгольм — 18 августа 1873, Кёльн) — шведский политический и государственный деятель, дипломат. Министр иностранных дел Швеции (1858—1868). Член шведского парламента (1834—1866).
Секретарь кабинета министров Швеции (1840—1855). Член и президент Шведской королевской академии (1853—1873). Постоянный секретарь Шведской академии (1869—1872). Член Первой палаты парламента Швеции (1867—1873). Председатель Национального совета по торговле Швеции (1868—1873).

## Биография
Сын барона Эрика Людвига Мандерстрёма, камергера королевы Софии Магдалены Датской.
В тринадцатилетнем возрасте поступил в Уппсальский университет, который окончил в 1824 году.
В том же году начал свою карьеру в качестве сотрудника Торгово-финансовой экспедиции, в 1830 году стал вторым секретарём Кабинета иностранной корреспонденции. Через некоторое время он был назначен Камер-юнкером.
В следующем году занял пост секретаря кабинета министров при Оскаре I, принимал активное участие в шведском посредничестве в датско-немецких переговорах 1848—1850 гг. Позже был посланником Швеции в Вене (1855—1856) и Париже (1856—1858).